# Temel Cingöz
Temel Cingöz (* 1941 in Seferihisar, Provinz Izmir; † 27. Mai 1991 in Adana) war ein türkischer Brigadegeneral der Gendarmerie (Jandarma).

## Leben
Cingöz begann nach der Schulausbildung seine Offiziersausbildung an der Heeresschule (Kara Harp Okulu), die er 1960 abschloss. Danach folgten weitere Ausbildungen an der Infanterieschule (Piyade Okulu), die er 1961 beendete, sowie an der Offiziersschule der Gendarmerie (Jandarma Subay Okulu), die er 1964 abschloss. In den folgenden Jahrzehnten fand er zwischen 1964 und 1988 Verwendung als Offizier bei Gendarmerieeinheiten in den Provinzen Batman, Mardin, Hakkâri, Elazığ sowie Bitlis und war zuletzt Kommandeur des Gendarmerie-Regiments in der Provinz Siirt. Während dieser Zeit wurde er wegen des harten Durchgreifens der Einheiten seines Regiments im Südosten der Türkei stark kritisiert und auch bedroht, insbesondere von dem stellvertretenden Vorsitzenden des Menschenrechtsvereins IHD (İnsan Hakları Derneği), Zübeyir Aydar, der bei der Wahl vom 20. Oktober 1991 für die kurdische Arbeiterpartei des Volkes HEP (Halkın Emek Partisi) zum Abgeordneten der Großen Nationalversammlung gewählt worden war.
Nach Beendigung seiner Dienstzeit in der Provinz Siirt wurde Cingöz 1990 zum Brigadegeneral (Tuğgeneral) befördert und zum Kommandeur der Gendarmerie in der Provinz Adana ernannt. Am 23. Mai 1991 wurde vor seinem Haus ein Attentat auf ihn verübt, bei dem vier Aktivisten der marxistisch-sozialistischen militanten Organisation Devrimci Sol auf ihn schossen. Trotz einer anschließend im Krankenhaus der Çukurova Üniversitesi durchgeführten Operation verstarb er vier Tage später am 27. Mai 1991 in Adana. Innerhalb einer Woche wurden Attentate der Dev-Sol auf weitere Offiziere verübt, bei denen der frühere Generalleutnant İsmail Selen am 24. Mai 1991 und der ehemalige Generalleutnant Hulusi Sayın am 30. Mai 1991 in Ankara ums Leben kamen.